# الغزو الإنجليزي-المصري للسودان

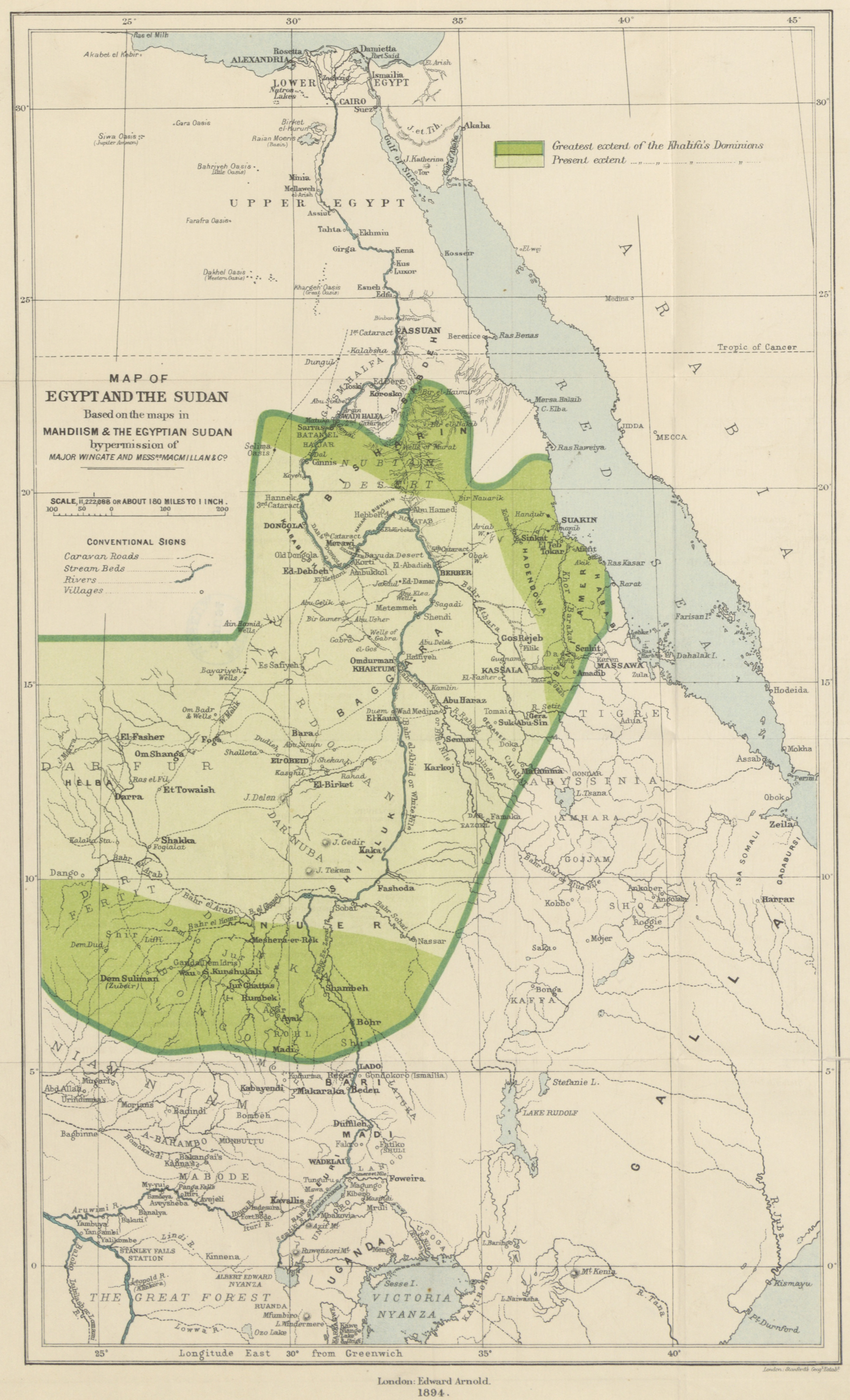
خريطة 1894 توضح السيطرة المهدية في السودان

وقع الغزو الإنجليزي المصري للسودان في الفترة 1896-1899 وكان بمثابة استعادة للأراضي التي خسرتها القوات الخديوية في عامي 1884 و 1885 خلال حرب الثورة المهدية . كان البريطانيون قد فشلوا في تنظيم انسحاب منظم للقوات المصرية من السودان والهزيمة في الخرطوم وتركت فقط سواكن والإقليم الاستوائي تحت السيطرة المصرية بعد 1885. غزت القوات الإنجليزية المصرية السودان مرة أخرى بين 1896-1899 للقضاء على الدولة المهدية وتدميرها وأعاد الحكم الإنجليزي المصري الذي ظل حتى استقلال السودان في عام 1956.روبرت سيسل

## خلفية تاريخية

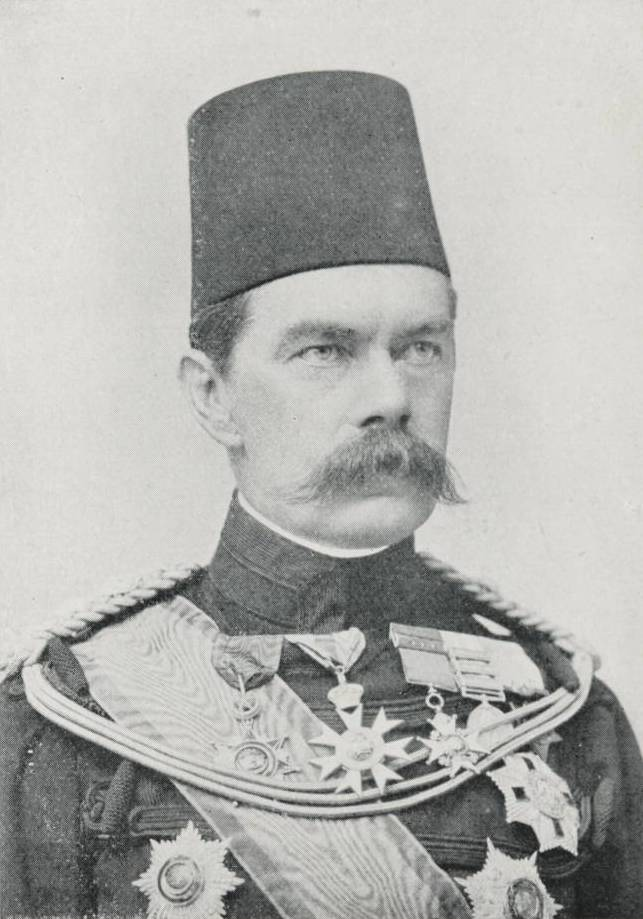
كتشنر سردار الجيش المصري

كان هناك قدر كبير من التأييد في بريطانيا لصالح فكرة استعادة السودان بعد عام 1885 كان ذلك إلى حد كبير من أجل الثأر لمقتل القائد البريطاني تشارلز جورج غوردون. لكن اللورد كرومر القنصل البريطاني العام في مصر كان مهندس الانسحاب البريطاني بعد الانتفاضة المهدية. وظل على يقين من أن مصر بحاجة إلى استعادة مركزها المالي قبل التفكير في أي غزو. وقال: «إن السودان صفقة جيدة لمصر لكنه لا يستحق الإفلاس والضرائب المفرطة». في أواخر 15 نوفمبر 1895 أكدت الحكومة البريطانية أنه ليس لديها خطط لغزو السودان
بحلول عام 1896 كان واضحا لرئيس الوزراء البريطانى روبرت سيسل أن مصالح القوى الأخرى في السودان لا يمكن احتواؤها بالدبلوماسية وحدها - فكل من فرنسا وإيطاليا وألمانيا لديها كل التصميم على التواجد في المنطقة والتي لا يمكن احتواؤها إلا من خلال إعادة تأسيس حكم بريطانى مصرى مشترك. كما أثارت الهزيمة الكارثية التي تعرض لها الإيطاليون من مينيليك الثاني في إثيوبيا في معركة عدوة في مارس 1896 إمكانية وجود تحالف معادي لأوروبا بين مينيليك وخليفة السودان. بعد معركة عدوة ناشدت الحكومة الإيطالية بريطانيا لإنشاء نوع من التحالف العسكري لمنع القوات المهدية من مهاجمة حامية معزولة في كسلا وفي 12 مارس ، سمحت الحكومة البريطانية بتقدمهم إلى دنقلا لهذا الغرض. كما كان سالزبوري في محاولة لطمأنة الحكومة الفرنسية بأن بريطانيا كانت تنوي المضي قدماً دون دنقلا ، وذلك لإحباط أي تحرك من قبل الفرنسيين لدفع بعض الادعاءات الخاصة بهم على جزء من السودان. في الواقع ،كانت الحكومة الفرنسية قد أرسلت للتو جان باتيست مارشاند إلى نهر الكونغو بهدف معلن هو الوصول إلى فاشودا على النيل الأبيض ومطالبته بفرنسا. شجع ذلك البريطانيين على محاولة هزيمة الدولة المهدية على نطاق واسع واستعادة الحكم الأنجلو-مصري ، بدلاً من مجرد تقديم تحويل عسكري كما طلبت إيطاليا.   
ثم أمر اللورد ساليسبري السردار العميد هيربرت كيتشنر بإجراء التحضيرات لتقدم النيل. كحاكم عام لسواكين من 1886 إلى 1888 ، كان كيتشنر قد أوقف القوات المهدية تحت قيادة عثمان دقتة من ساحل البحر الأحمر ، لكنه لم يكن قاد جيشًا كبيرًا في المعركة. واتخذ كيتشنر مقاربة منهجية غير متوقفة لاستعادة السودان. في السنة الأولى كان هدفه هو استعادة دنقلا ؛ في الثانية ، لبناء خط سكة حديد جديد من وادي حلفا إلى أبو حمد ؛ في الثالثة ، لاستعادة الخرطوم. 

## قوات كتشنر

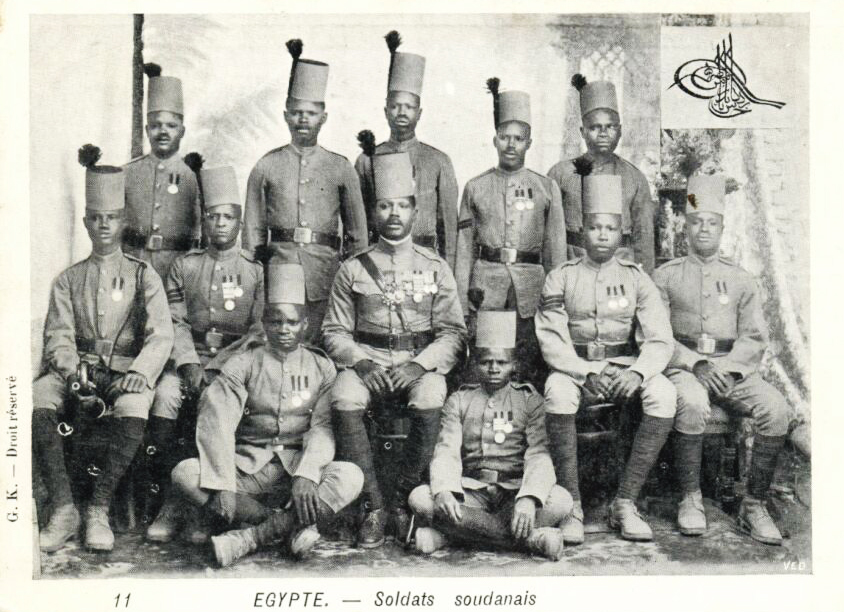
جنود سودانيون في الجيش المصري ، 1899

حشد الجيش المصري قواته وبحلول 4 يونيو 1896 جمع كتشنر قوة قوامها 9000 رجل تتكون من عشر كتائب مشاة وخمس عشرة سرب من سلاح الفرسان والجمال وثلاث بطاريات مدفعية. جميع الجنود كانوا سودانيين أو مصريين باستثناء بضع مئات من رجال فوج الشمال من ستافوردشاير وبعض الرشاشات من نوع ماكسيم .  تم استخدام القوات البريطانية إلى الحد الأدنى وتم استخدام القوات السودانية كلما كان ذلك ممكنًا ويرجع ذلك جزئيًا إلى أنها كانت أرخص ويعود ذلك جزئيًا إلى أنها تمكنت من الصمود في ظل الظروف القاسية للحملات في السودان والتي لم يتمكن الأوروبيون في كثير من الأحيان من ذلك.  لتعظيم عدد القوات السودانية التي تم نشرها للغزو تم سحب الحامية السودانية من سواكن على البحر الأحمر واستعيض عنها بالجنود الهنود. وصل الهنود إلى سواكين في 30 مايو وتحركت الكتيبتين المصرية والسودانية العاشرة في رحلة دونجولا. 
كان الجيش المصري في الثمانينيات من القرن الماضي يحاول بوعي أن ينأى بنفسه عن زمن محمد علي عندما تم أسر الرجال السودانيين واستعبادهم وشحنهم إلى مصر والتجنيد . ومع ذلك عشية الغزو عام 1896 كان وضع الإعتاق وظروف التجنيد الدقيقة للعديد من الجنود السودانيين في الجيش المصري غير واضحة. طُلب من المجندين المصريين قضاء ستة أعوام في الجيش في حين أن الجنود السودانيين الذين تم تجنيدهم قبل عام 1903 وتم تسجيلهم مدى الحياة أو حتى كانوا غير مؤهلين طبياً للخدمة. 

## السكك الحديدية العسكرية السودانية

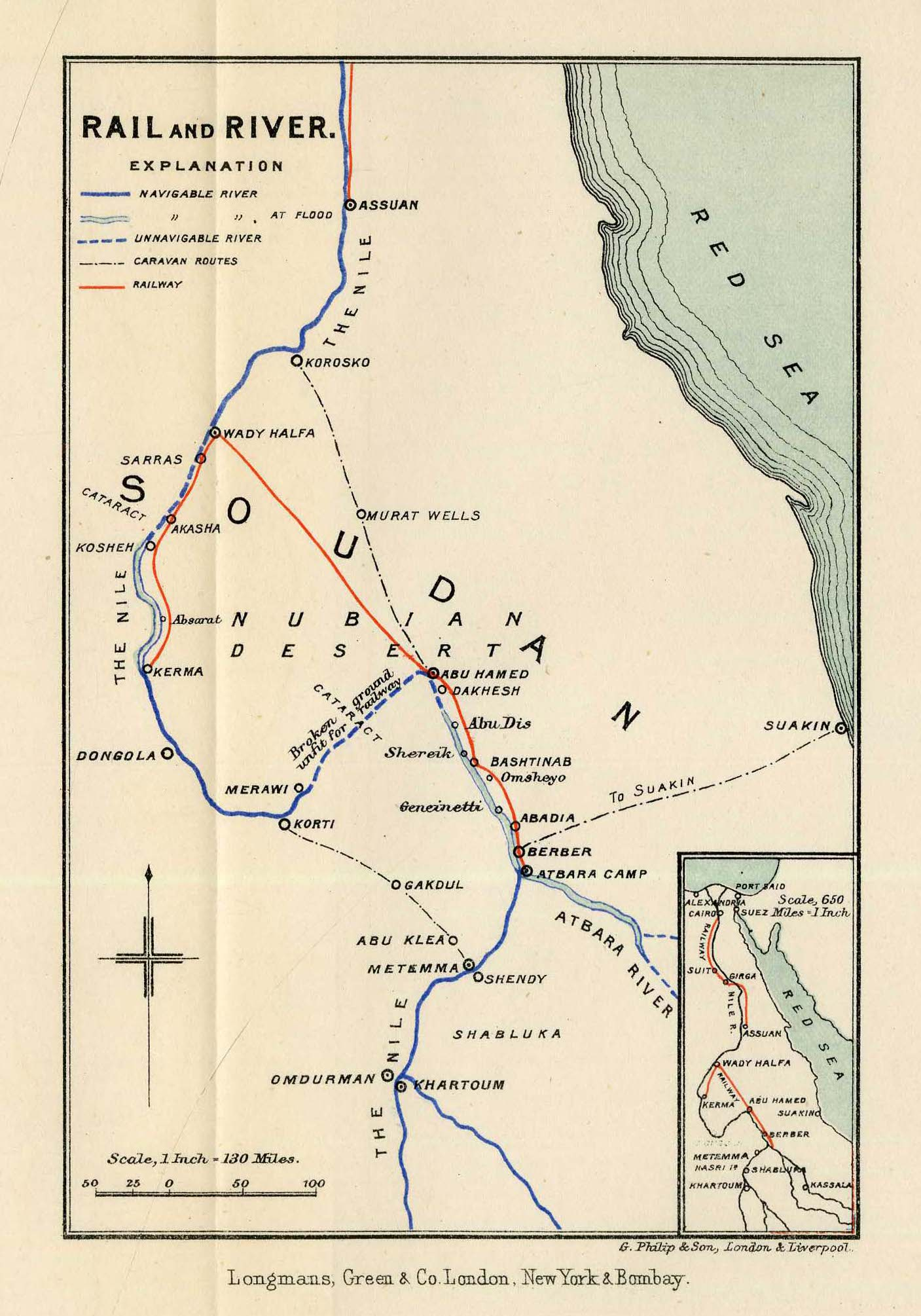
خطوط السكك الحديدية والأنهار والقوافل في السودان خلال الحملة

وضع كتشنر أهمية كبيرة على النقل والاتصالات. وقد أدى الاعتماد على النقل النهري وتقلبات فيضان النيل إلى تقليص رحلة غارنت ولسلي إلى النيل في عام 1885 وكان كيتشنر مصممًا على عدم السماح بحدوث ذلك مرة أخرى. هذا تطلب بناء السكك الحديدية الجديدة لدعم قوات الغزو له.
اتبعت المرحلة الأولى من بناء السكك الحديدية الحملة الأولية لأعلى النيل إلى قاعدة الإمداد في عكاشة ثم جنوبًا نحو كرما . وبذلك تضمن وصول الإمدادات إلى دنقلا على مدار السنة سواء كان للنيل فيضان أم لا. امتد سكة الحديد حتى عكاشة في 26 يونيو وحتى كوشه في 4 أغسطس 1896. تم بناء رصيف ميناء وثلاثة زوارق حربية جديدة بالكامل أكبر من القوارب النهرية المصرية التي تم نشرها بالفعل وتم جلبهم في أقسام بالسكك الحديدية ثم تم تجميعهم في النهر. حملت كل واحدة مدفعًا مباشرًا من 12 مدفعًا وأربعة مدافع مكسيم .  في نهاية شهر أغسطس عام 1896 جرفت العواصف قسمًا من السكك الحديدية طوله 12 ميلًا حيث كانت الاستعدادات جارية للتقدم في دنقلا. أشرف كيتشنر شخصيًا على 5000 رجل عمل ليلًا ونهارًا لضمان إعادة بنائه خلال أسبوع.  بعد السيطرة على دنقلا امتد هذا الخط جنوبًا إلى الكرمة.
كان بناء خط السكة الحديد بطول 225 ميلًا من وادي حلفا إلى أبو حمد مهمة أكثر طموحًا. رأى الرأي العام أن بناء مثل هذا الخط الحديدي أمر مستحيل لكن كتشنر كلف بيرسي جيروارد الذي كان يعمل على خط سكة حديد المحيط الهادئ الكندي بتولي المشروع. بدأ العمل على الخط في 1 يناير 1897 ولكن لم يتحقق تقدم كبير حتى اكتمل الخط المؤدي إلى الكرمة في مايو عندما بدأ العمل بجدية. وبحلول 23 يوليو كان قد تم وضع 103 أميال لكن المشروع كان يتعرض باستمرار للهجوم من المهديين المتمركزين في أبو حمد. أمر كتشنر الجنرال أرشيبالد هنتر بالتقدم نحو مراوي والقضاء على التهديد. سافرت قوات هنتر على بعد 146 ميلًا في ثمانية أيام واستولت على أبو حمد في 7 أغسطس 1897. ثم استمر العمل ، ووصل خط السكة الحديدية إلى أبو حمد في 31 أكتوبر. 
كانت هناك مشاكل كبيرة في تنفيذ مشروع بناء كبير في صحراء بلا مياه ولكن كان لدى كتشنر معلومات جيدة لتحديد موقع مصدرين للمياه وتم حفر الآبار لتوفير المياه اللازمة. للحفاظ على حدود الميزانية الضيقة التي وضعها اللورد كرومر أمر كتشنر ببناء الجزء الأول من السكك الحديدية من مواد معاد استخدامها تم أخذها من خط سكك حديد الخديوي إسماعيل المهجور منذ سبعينيات القرن التاسع عشر. في إجراء اقتصادي آخر استعار كتشنر محركات بخارية من جنوب إفريقيا للعمل على الخط.  العاملون مع كتشنر من الجنود والمدنين كان يعملون بجد للغاية ويناموا أربع ساعات فقط كل ليلة. كلما تقدم السكك الحديدية في الظروف القاسية في الصحراء زاد عدد الوفيات بين رجاله وألقى كيتشنر باللوم على مرؤوسيه لهم. 
تم وصف السكك الحديدية العسكرية السودانية لاحقًا بأنها أكثر الأسلحة فتكًا التي استخدمت ضد الدولة المهدية على الإطلاق. أدى خط السكك الحديدية الذي يبلغ طوله 230 ميلًا إلى تقليص مدة الرحلة بين وادي حلفا وأبو حمد من 18 يومًا من الجمال والباخرة إلى 24 ساعة بالقطار على مدار السنة بغض النظر عن الموسم وفيضان النيل. كما كان لديه 630 ميل من كابل التلغراف تم ضعها و 19 مكتب التلغراف بني على طول السكك الحديدية والتي كانت قريبا التعامل مع ما يصل إلى 277 رسائل في اليوم الواحد. 
في وقت لاحق عندما امتد الخط باتجاه عطبرة تمكن كتشنر من نقل ثلاثة زوارق حربية مدججة بالسلاح في أقسام ليتم إعادة تجميعها في العبادية مما مكنه من القيام بدوريات واستطلاع في النهر حتى الشلال السادس.  

## حملة عام 1896م

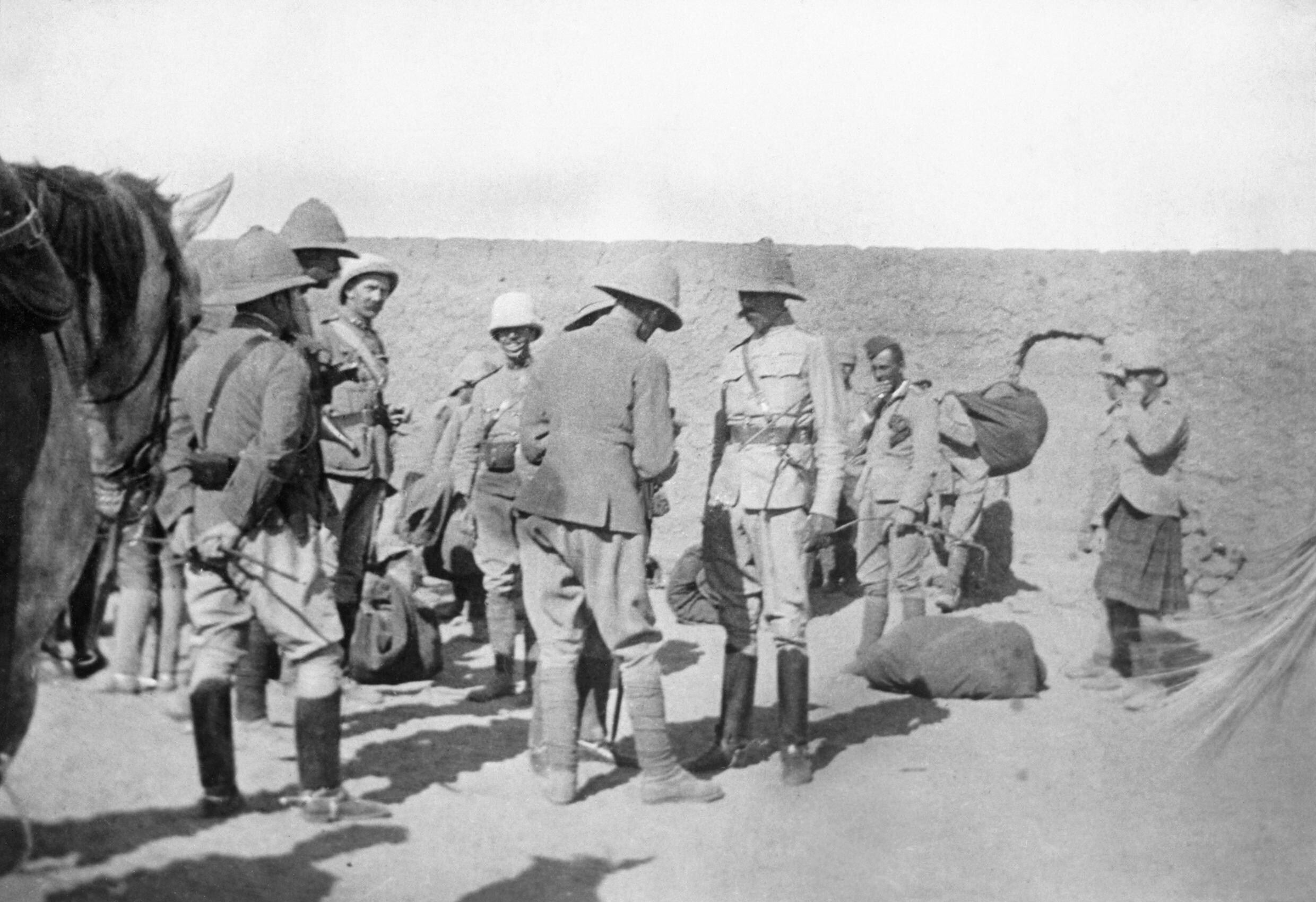
الجنرال كتشنر وحملة النيل الأنجلو-مصرية ، 1898م

انتقل الجيش المصري بسرعة إلى الحدود في وادي حلفا وبدأ التحرك جنوبًا في 18 مارس للاستيلاء على عكاشة وهي قرية كانت مقرًا للحملة. كان عكاشة قد هُجرت عندما دخلوها في 20 مارس / آذار  وخصص كتشنر الشهرين التاليين لبناء قواته وإمداداته لتكون جاهزة للتقدم التالي.
بصرف النظر عن المناوشات العرضية حدث أول اتصال جاد مع القوات المهدية في أوائل شهر يونيو في فركة حيث وقعت معركة فركه. كانت القرية نقطة قوة للمهديين إلى حد ما من عكاشة. قاد قائداها حمودة وعثمان الأزرق حوالي 3000 جندي ومن الواضح أنهم قرروا الاحتفاظ بأرضهم بدلاً من الانسحاب مع تقدم الجيش المصري.  فجر يوم 7 يونيو هاجم المصريين القرية من الشمال والجنوب مما أسفر عن مقتل 800 جندي من المهاديين مع آخرين سقطوا عراة في نهر النيل لفرارهم. ترك هذا الطريق إلى دونجولا مفتوحًا لكن على الرغم من النصائح بالتحرك بسرعة وأخذها التزم كتشنر بأسلوبه المعتاد الحذر.
استغرق كتشنر بعض الوقت لبناء الإمدادات في كوشيه وجلب قواربه الحربية جنوبًا لتكون على استعداد للهجوم على دنقلا.  البحرية المصرية تتكون من الزوارق الحربية التي استخدمت للقيام بدوريات في النهر بين وادي حلفا وأسوان وتم الضغط عليهم الآن في الخدمة كجزء من قوة الغزو. لكنهم اضطروا إلى الانتظار حتى يتدفق نهر النيل قبل أن يتمكنوا من التنقل داخل السودان وفي عام 1896 كان الفيضان متأخراً بشكل غير عادي مما يعني أن القارب الأول لم يتمكن من المرور حتى 14 أغسطس.  أضيفت إلى هذه القوة الزوارق الحربية الثلاثة الجديدة التي أحاطت بالسد حول المياه البيضاء وتم تجميعها على النهر في كوشيه.
تم الدفاع عن دنقلا من قبل قوة مهديّة كبيرة تحت قيادة وادي بشارة تتألف من 900 جهادي و 800 من عرب البقارة و 2800 من رجال الرماح و 450 من الجمال و 650 من سلاح الفرسان. لم يتمكن كتشنر من التقدم في دنقلا بعد معركة فركة مباشرة لأنه لم يمض وقت طويل بعد ذلك تفشى مرض الكوليرا في المعسكر المصري وقتلت أكثر من 900 رجل في يوليو وأوائل أغسطس 1896.  مع صيف عام 1896 تفشى المرض أكثر بسبب الطقس القاسي وبدأت قوات كتشنر بدعم من الزوارق الحربية في نهر النيل أخيرًا في التقدم في نهر النيل نحو الكرمة حيث أنشأ واد بشارة موقعًا متقدمًا. وبدلاً من الدفاع عنها قام بنقل قواته عبر النهر حتى تمكن الزوارق الحربية المصرية من الوصول إلى مجرى النهر حتى أصبح قادراً على تركيز النيران الثقيلة عليهم. في 19 سبتمبر قامت الزوارق الحربية بالهجوم على عدة مواقع في المهدية فأطلقوا النار على خنادقهم ، لكن الحريق أصبح شديدًا للغاية بحيث لم يتمكنوا من الحفاظ على موقعهم بأمان. لذا أمرهم كتشنر بالتدخل ببساطة وسحب وادي بشارة قواته إلى دنقلا. في 20 سبتمبر واصلت الزوارق الحربية إطلاق النار على البلدة وفي 23 من الشهر وصلت القوة الرئيسية لكيتشنر إلى المدينة.  انسحب وادي بشارة وهو يرى الحجم الهائل للقوة المصرية ولم يخاف من القصف الذي استمر عدة أيام من قبل الزوارق الحربية. احتلت البلدة وكذلك مروي وكورتي .  إجمالي الخسائر المصرية للسيطرة على دنقلا كانت قتيلاً و 25 جريحًا. وتمت ترقية كتشنر إلى رتبة اللواء. 

## حملة 1897م

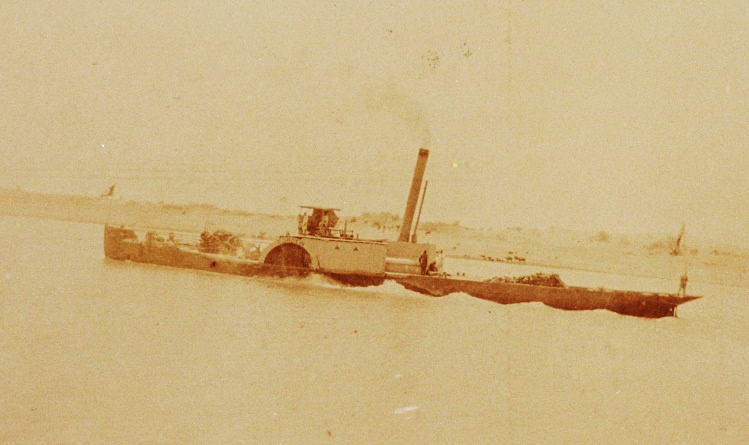
باخرة حربية أثناء الثورة المهدية

كان سقوط دنقلا بمثابة صدمة للخليفة وأتباعه في أم درمان حيث تعرض رأس مالهم على الفور للتهديد. حيث انهم يعتقدون ان من المرجح أن قوات كيتشنر ستهاجم من خلال ضرب عبر الصحراء من كورتي إلى المتمة الإثيوبية ، 
لم يتقدم كيتشنر نحو أم درمان بعد الاستيلاء على دنقلا وبحلول مايو 1897 زادت قوات الخليفة في كردفان من حجمها إلى الحد الذي شعر فيه بأنه قادر على اتخاذ موقف أكثر هجومية. ولذلك فقد قررت أن تقدم الجيش في كردفان أسفل النهر إلى المتمة الإثيوبية. ضعف ولاء الجعليون للدولة المهدية مع تقدم الجيش المصري وكانوا غير مستعدين بشكل خاص لإقامة جيش كبير لهم. هكذا أرسل رئيسهم عبد الله ولد سعد إلى كتشنر في 24 يونيو متعهدا بولاء شعبه لمصر وطلب الرجال والأسلحة لمساعدتهم ضد الخليفة. أرسل كتشنر 1100 بندقية وذخيرة من ريمنجتن لكنهم لم يصلوا في الوقت المناسب لمساعدة الجعليون في الدفاع عن المتمة من جيش الخليفة الذي وصل في 30 يونيو / حزيران واقتحام البلدة مما أدى إلى مقتل عبد الله ولد سعد وقيادة أتباعه الباقين على قيد الحياة. 
بالنسبة لكيتشنر تم الاستغناء عن جزء كبير من عام 1897 لتمديد خط السكة الحديدية إلى أبو حامد. تم الاستيلاء على المدينة في 7 أغسطس ووصلت السكك الحديدية إليها في 31 أكتوبر. حتى قبل أن يتم تأمين النقطة القوية على ضفاف النهر أمر كتشنر زوارقه الحربية بالمضي قدمًا بمساعدة من قبيلة الشايقية المحلية وبدأت المحاولة في 4 أغسطس.
دفع التقدم المفاجئ لقوة كيتشنر وعدم اليقين بشأن ما إذا كان سيعززه جيش كردفان القائد المهدي في بربر زكي عثمان إلى مغادرة المدينة في 24 أغسطس واحتلها المصريون في 5 سبتمبر.  أعيد فتح الطريق البري من بربر إلى سواكن مما يعني أنه يمكن تعزيز الجيش المصري وإعادة تزويده بالنهر والسكك الحديدية والبحر. عندما أعادت منطقة البحر الأحمر ولاءها لمصر سارّت قوة مصرية أيضًا من سواكن لاستعادة جزيرة كسلا التي احتلها الإيطاليون مؤقتًا منذ عام 1893. تخلّى الإيطاليون عن السيطرة في يوم عيد الميلاد. 
خلال الفترة المتبقية من العام مدد كيتشنر خط السكة الحديدية إلى الأمام من أبو حامد ونظم قواته في بربر وحصن الضفة الشمالية من التقاء نهر عطبرة . وفي الوقت نفسه عزز الخليفة دفاعات أم درمان والمتمة وأعد هجومًا على المواقع المصرية بينما كان النهر منخفضًا ولم تتمكن القوارب الحربية. 

## حملة 1898م
للتأكد من امتلاكها القوة اللازمة لهزيمة القوات المهدية في قلبها قام كتشنر بإعداد تعزيزات من الجيش البريطاني ووصل لواء بقيادة اللواء ويليام جاتاكري إلى السودان في نهاية يناير عام 1898م واضطر كاميرون هايلاندرز إلى السير في آخر ثلاثين ميلًا لأن خط السكة الحديد لم يلتحق بالخط الأمامي.  وقعت مناوشات في أوائل الربيع حيث قامت القوات المهدية بمحاولة في مارس / آذار للتغلب على كيتشنر عبر عبور عطبرة لكنهم تفوقوا على المصريون على. في نهاية المطاف في فجر يوم 8 أبريل شنت افوات كتشنر هجومًا أماميًا كاملًا على قوات عثمان دقنة بثلاثة ألوية مشاة ووضعوا أحدهم في الاحتياط. استغرق القتال أقل من ساعة وانتهى بقتل 81 جنديًامن قوات كتشنر وجرح 478 في مقابل أكثر من 3000 قتيل من المهاديين في معركة عطبرة.
ثم انسحبت قوات الخليفة إلى أم درمان أثناء ذلك يتمكن الجيش المصري من المرور دون تحرش. ثم استمرت الاستعدادات للتقدم في أم درمان. تم تمديد خط السكك الحديدية جنوبًا ووصلت تعزيزات إضافية. بحلول منتصف أغسطس عام 1898 كان كيتشنر تحت قيادته 25800 جندي مؤلف من الفرقة البريطانية بقيادة اللواء جاتاكري مع لواءين مشاة بريطانيين والكتيبة المصرية مع أربعة ألوية مصرية بقيادة اللواء هنتر. والزورق الحربي الظافر.
وتم التقدم نحو أم درمان في 28 أغسطس 1898. 

## معركة أم درمان

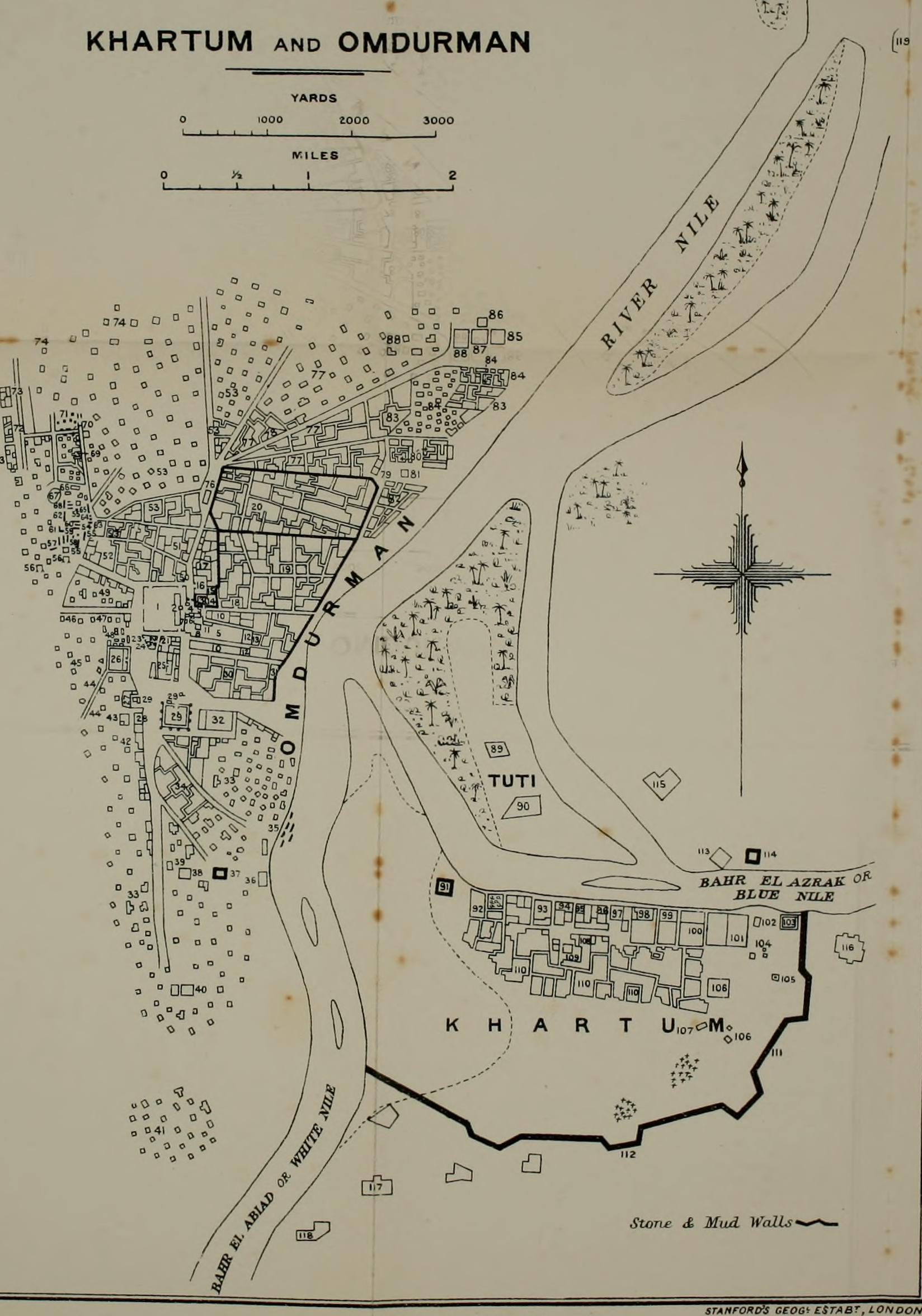
الخرطوم وأم درمان

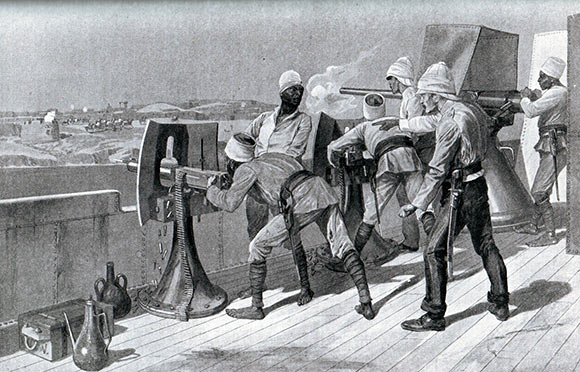
قصف مواقع المهدية من قبل أحد قوارب كيتشنر العسكرية

كانت هزيمة قوات الخليفة في أم درمان بمثابة النهاية الفعالة للدولة المهدية ، وإن لم تكن نهاية الحملة العسكرية. توفي أكثر من 11000 من المقاتلين المهديين في أم درمان وأصيب 16000 آخرون بجروح خطيرة. على الجانب البريطاني والمصري والسوداني كان هناك أقل من خمسين قتيلاً وعدة مئات من الجرحى.  تراجع الخليفة إلى مدينة أم درمان ولكنه لم يستطع حشد أتباعه للدفاع عنها. بدلاً من ذلك انتشروا عبر السهول إلى الغرب وهربوا. دخل كتشنر المدينة التي استسلمت رسمياً دون مزيد من القتال وهرب الخليفة قبل أن يتم القبض عليه. 
قصفت الزوارق الحربية البريطانية أم درمان قبل وأثناء المعركة مما أدى إلى إتلاف جزء من أسوار المدينة وقبر المهدي على الرغم من أن الدمار لم يكن واسع الانتشار.  هناك بعض الجدل حول سلوك كيتشنر وقواته أثناء المعركة وبعدها مباشرة. في فبراير 1899 ردّ كيتشنر على الانتقادات بإنكاره القاطع أنه أمر أو سمح بقتل الجرحى المهديين الذين أصيبوا في ساحة المعركة على أيدي قواته أو أن أم درمان قد نُهبت أو أن الهاربين المدنيين في المدينة قد تم إطلاق النار عليهم عمدا. لا يوجد دليل على الاتهام الأخير ولكن هناك أساس للآخرين.  كان وينستون تشرشل ينتقد سلوك كيتشنر في مراسلات خاصة قال إن «النصر في أم درمان قد خزي بسبب المذبحة اللاإنسانية للجرحى وأن كتشنر كان مسؤولاً عن ذلك».  قبر المهدي وهو أكبر مبنى في أم درمان ، قد تعرض للنهب بالفعل عندما أصدر كتشنر الأمر بتفجيره.  أمر كتشنر بإلقاء رفات المهدي في النيل. فكر في إبقاء جمجمته لتكون كمعرض طبي في الكلية الملكية للجراحين. في النهاية تم دفن الرأس على الرغم من أن الحكايات حول تحوله إلى وعاء حبر أو وعاء شرب مستمر حتى اليوم.  

## الحملات النهائية
تم إرسال قوة برئاسة العقيد بارسونز من كسلا إلى القضارف التي تم استعادتها من قوات المهدية في 22 سبتمبر. أُرسل أسطول من زورقين تحت قيادة الجنرال هانتر في النيل الأزرق في 19 سبتمبر / أيلول لإنشاء الحاميات حيثما بدا ذلك مناسبًا. وزرعوا الأعلام المصرية والبريطانية في الروصيرص في 30 سبتمبر وفي سنار في رحلة العودة. أعيد احتلال القلابات في 7 ديسمبر على الرغم من أن العلمين الإثيوبيين اللذين تم رفعهما هناك بعد إخلاء المهدية تركا في انتظار تعليمات من القاهرة. على الرغم من الستيلاء السهل على هذه البلدات الرئيسية ظل هناك قدر كبير من الخوف والارتباك في الريف عبر ولاية الجزيرة حيث واصلت عصابات من أنصار المهدية التجوال والنهب والقتل لعدة أشهر بعد سقوط أم درمان.  بمجرد إنشاء السيطرة في الجزيرة وشرق السودان ظل استعادة كردفان يمثل تحديًا عسكريًا كبيرًا.
في 12 يوليو 1898 وصل مارشان إلى فاشودا ورفع العلم الفرنسي. سارع كتشنر جنوبًا من الخرطوم بقواربه الخمسة ووصل إلى فاشودا في 18 سبتمبر. ضمنت الدبلوماسية الحذرة من كلا الرجلين أن المطالب الفرنسية لم يتم الضغط عليها وتم إعادة تأكيد السيطرة الأنجلو-مصرية على فاشودا. 
في 24 نوفمبر 1899 قام العقيد السير ريجينالد وينجيت بمحاصرة الخليفة و 5000 من أتباعه جنوب غرب كوستي .  في المعركة التي تلت ذلك قُتل الخليفة مع حوالي 1000 من رجاله. تم القبض على عثمان دقنة لكنه نجا مرة أخرى وذلك في معركة أم دويكرات لم يتم نقل العبيد حتى ديسمبر 1899 والذي تم التخلي عنه بالفعل. في ديسمبر من عام 1899 خلف وينجيت كيتشنر بصفته ساردار والحاكم العام للسودان عندما غادر كيتشنر إلى جنوب إفريقيا.
لم تحاول الحكومة الأنجلو-مصرية المنشأة حديثًا في الخرطوم إعادة احتلال الإقليم الواقع في أقصى غرب دارفور والذي احتفظ به المصريون لفترة وجيزة فقط بين عام 1875 واستسلام سلاطين باشا في عام 1883. وبدلاً من ذلك ، أقروا بحكم آخر للأمير علي دينار حفيد محمد الفضل ولم يسيطروا على دارفور حتى عام 1913  في الحملة الإنجليزية المصرية المصرية علي دارفور
لم يتم استعادة عثمان دينا حتى عام 1900. 

## روابط خارجية
- جمعية ميليك
- قوارب حربية النيل
- الأرشيف الوطني - أوراق أول كتشنر في الخرطوم